# Эштон, Рон
Рон Эштон (англ. Ron Asheton, 17 июля 1948 — 6 января 2009) — американский музыкант, участник группы The Stooges. Он никак не связан с производителем музыкальных инструментов «Ashtone Music». В 2011 году по версии журнала Rolling Stone Рон Эштон занял 60 место среди лучших гитаристов всех времён (в прошлом занимал 29-е место).

## Биография
Американский музыкант (Ronald Frank Asheton), один из лучших рок-гитаристов мира и соавтор Игги Попа (Iggy Pop) в прото-панк-группе The Stooges (1969—1973). Родился 17 июля 1948 года в Вашингтоне.
Играл на первых двух альбомах группы, и затем в качестве бас-гитариста на 3-м альбоме «Raw Power», на котором был смещен новым гитаристом и автором песен Джеймсом Уильямсоном.

## Другие группы
Кроме The Stooges, Рон играл в группах The New Order (не путать с английской группой с тем же названием), Destroy All Monsters, New Race. Также играл с Майком Уоттом (Mike Watt) из Minutemen, Джеем Маскисом (J. Mascis) из Dinosaur Jr., с Торстоном Муром (Thurston Moore) из Sonic Youth и с Марком Армом (Mark Arm) из Mudhoney. А также появлялся (под именем The Wylde Ratttz) на саундтреке фильма «Бархатная золотая жила» (режиссёр Тодд Хейнс), с участием Юэна Макгрегора и Джонатана Рис-Майерса.
В 2003 году Эштон участвовал в реюнионе The Stooges, в записи нового альбома «The Weirdness» (2007) и в концертах группы, включая выступления в Москве и Петербурге в 2008 году.
Рон значится под № 29 в списке «100 величайших гитаристов всех времён по версии журнала Rolling Stone» журнала. Сами The Stooges в 2009 году в седьмой раз номинированы на включение в Зал славы рок-н-ролла (Rock and Roll Hall of Fame).
Умер от инфаркта в Анн-Арборе (Мичиган) (тело найдено дома 6 января, но умер вероятно ранее, под Новый год 1 января).

## Дискография
С группой The Stooges
- The Stooges (1969)
- Fun House (1970)
- Raw Power (1973)
- The Weirdness (2007)

С группой The New Order
- New Order  (1977)
- Victim Of Circumstance (1989)
- Declaration of War (1990)

С группой Destroy All Monsters
- November 22nd 1963 (1989)
- Bored (1999) — записан в 1978

С группой New Race
- The First and Last (1982)
- The First To Pay (1989)
- The Second Wave (1990)

С группой Dark Carnival
- Live - Welcome to Show Business (1990)
- Greatest Show in Detroit (1991)
- Last Great Ride (1996)

С группой Empty Set
- Thin, Slim & None/Flunkie (1996)

С группой The Powertrane
- Ann Arbor Revival Meeting (2003)